# Бітак (Сімферополь)
Біта́к (крим. Bitaq), також Пригородне — мікрорайон в Сімферополі, у Київському районі, колишнє село.

## Опис
За однією з версій, Бітак це родове ім'я кримськотатарської знаті, за іншою означає «кінцевий, останній».
Розташований на заході міста, між автовокзалом на сході, річкою Салгир на півдні, об'їзною дорогою Ялтинської траси на заході, горою Бітак-Кир з ландшафтним парком «Бітак» та райном Стевенсівські пагорби на півночі.
Головні вулиці — Гурзуфська, Центральна, Поліни Осипенко, Стевена. На вулиці Стевена знаходиться будинок першого директора Нікітського ботанічного саду, академіка Християна Стевена.
Вище району на горі Бітак-Каяси розташований регіональний ландшафтний парк «Бітак», а біля Салгиру — велотрек та пам'ятник Стевенам, що був встановлений 1996 року на 215-ту річницю від дня народження Х. Х. Стевена. Навколо каменю закладено меморіальний Стевенівський гай.
Біля об'їзної дороги розташовується Бітакський цвинтар. Цвинтар офіційно закрито, але за його парканом продовжують ховати людей. Також туди звозять будівельне сміття.
На горі знаходиться телевежа місцевої телерадіокомпанії «Жиса». До окупації 2014 року «Жиса» ретранслювала телеканал «2+2» в ефірному аналогу Сімферополя.

## Історія
Бітак з'явився ще у часи Кримського ханства, вперше згадується після російської анексії, у 1784 році в Камеральному Описі Криму …, в останній період Кримського ханства входив до Акмететського кадилика Акмечетського каймаканства.
За Списком населених пунктів Кримської АРСР по Всесоюзному перепису 17 грудня 1926 року, у селі Бітак було 80 дворів, з них 47 селянських, населення становило 317 осіб, з них 218 кримських татар, 64 росіян, 11 українців, 8 німців, 7 євреїв, 6 греків, 2 вірмен, 1 білорус, діяли російська та німецька школи.
Кримськотатарських жителів депортували 18 травня 1944 року.
У 1945 році у світлі тодішньої політики радянської влади стосовно кримськотатарського народу село перейменували на Пригородне.
З початком будівництва Сімферопольського водоймища у 1950-тих роках Бітак включили до складу міста. Тоді ж у гірському масиві прорубали об'їзне шосе.
Історичне ім'я району, Бітак, повернули лише у 1991 році, коли кримськотатарський народ став масово повертатися з депортації, а Україна здобула незалежність.
У 2013 році за постановою парламенту АРК біля району створили регіональний ландшафтний парк «Бітак».